# Lorna Doone (1922)
Lorna Doone is een Amerikaanse dramafilm uit 1922 onder regie van Maurice Tourneur. Het scenario is gebaseerd op de gelijknamige roman uit 1869 van de Britse auteur R.D. Blackmore. Destijds werd de film in Nederland uitgebracht onder de titel De roovers van de zwarte burcht.

## Verhaal
De edelvrouw Lorna maakt kennis met de boerenzoon John Ridd. Ze worden op slag verliefd, maar kort daarna wordt Lorna geschaakt door een roversbende. De rovershoofdman Ensor Doone neemt haar in bescherming. Als hij jaren later ziek is geworden, laat de boef Carver zijn oog vallen op Lorna. John zal haar moeten redden.

## Rolverdeling
| Acteur           | Personage      |
| ---------------- | -------------- |
| Madge Bellamy    | Lorna Doone    |
| John Bowers      | John Ridd      |
| Frank Keenan     | Ensor Doone    |
| Jack McDonald    | Raadsman Doone |
| Donald MacDonald | Carver Doone   |
| Norris Johnson   | Ruth           |
| Mae Giraci       | Lorna als kind |
| Charles Hatton   | John als kind  |